# How to Be Lonely
"How to Be Lonely" é uma canção da cantora britânica Rita Ora, lançada como single pela Atlantic Records em 13 de março de 2020. A canção teve sucesso limitado, alcançando a posição 57 no UK Singles Chart.

## Fundo
O cantor e compositor escocês Lewis Capaldi escreveu "How to Be Lonely", mas sentiu que era uma "merda" em cantá-la, então deu a música a Ora. "How to Be Lonely" é uma balada mid-tempo que trata de temas sobre "lutar contra a insegurança".

## Recepção critica
Mike Wass, do Idolator escreveu que a canção é uma "boa maneira de iniciar uma era" que "mostra os poderosos tubos da cantora de 'Anywhere' e seu crescimento como artista". Rob Copsey, do Official Charts Company, escreveu que a música apresenta "dedilhados de guitarra de abertura[,] refrão chantalong do tamanho do Coldplay [e] estalos de dedos cativantes, batidas eletrônicas vigorosas e alguns improvisos matadores", concluindo que "interpretar o pop poderoso e feio de Ora" é feito com maestria".

## Performances ao vivo
Ora cantou a música ao vivo pela primeira vez como parte da BBC Sport Relief 2020 telethon em 13 de março.

## Videoclipe
O videoclipe foi lançado no canal oficial de Ora no YouTube em 27 de março de 2020 e foi dirigido por Dave Meyers, que dirigiu muitos outros videoclipes para artistas como Taylor Swift. O vídeo consiste em Ora escorregando em uma sala de ovos, rolando em um vestido branco, enquanto é cercada por casais se beijando ao seu redor, enquanto ela leva um tiro no coração, junto com cenas dela dançando com um esqueleto e abraçando um urso. Ela canta diretamente para a câmera com lágrimas brilhantes escorrendo pelo rosto. No final, ela é confrontada por um alienígena e uma versão extravagante de si mesma que pousa em uma nave espacial. “Este vídeo explora abstratamente as emoções que sentimos ao passar por um rompimento”, explicou o diretor Dave Meyers em um comunicado. “É raiva, saudade, conforto, recuo, queda e, claro, solidão. Em última análise, sugerindo que este é um processo de cura necessário que leva ao redespertar do verdadeiro eu.”

## Lista de faixas
| Download digital & streaming 1. "How To Be Lonely" – 2:55 Download digital & streaming - Live from London 1. "How To Be Lonely" (Live from London) – 2:56 Download digital & streaming - MÖWE Remix 1. "How To Be Lonely" (MÖWE Remix) – 2:54 Download digital & streaming - aboutagirl Remix 1. "How To Be Lonely" (aboutagirl Remix) – 3:23 Download digital & streaming - LARI LUKE Remix 1. "How To Be Lonely" (LARI LUKE Remix) – 3:21 Download digital & streaming - Sam Feldt Remix 1. "How To Be Lonely" (Sam Feldt Remix) – 3:11 Download digital & streaming - Bomba Estéreo Remix 1. "How To Be Lonely" (Bomba Estéreo Remix) – 2:50 Download digital & streaming - The Remixes (EP) 1. "How To Be Lonely" (MÖWE Remix) – 2:54 2. "How To Be Lonely" (Sam Feldt Remix) – 3:11 3. "How To Be Lonely" (aboutagirl Remix) – 3:23 4. "How To Be Lonely" (LARI LUKE Remix) – 3:21 5. "How To Be Lonely" (Bomba Estéreo Remix) – 2:50 |

## Créditos
Créditos adaptados do TIDAL.
| - Rita Ora - vocais - Lostboy – produtor - Tom Mann - produtor, vocais de fundo, baixo, bateria, guitarra, teclado, programação, sintetizador, produção vocal, escritor - aboutagirl - produtor - Siba - produtor adicional - Amanda Merdzan - engenheiro assistente | - Matt Wolach - assistente de engenheiro de mixagem - Michael Freeman - assistente de engenheiro de mixagem - Lewis Capaldi - compositor, vocais de fundo, guitarra - Mark "Spike" Stent - masterização, mixagem - Stuart Hawkes - masterização - Cameron Gower Pool - produção vocal - Peter Rycroft - escritor |

## Desempenho nas tabelas musicais
| Tabela musical (2020)                         | Melhor posição |
| --------------------------------------------- | -------------- |
| Australia Airplay (Radiomonitor)              | 32             |
| Bélgica (Ultratip Bubbling Under de Flandres) | 4              |
| Croácia (HRT)                                 | 17             |
| Escócia (Scottish Singles Chart)              | 8              |
| Irlanda (IRMA)                                | 96             |
| Letônia (Latvijas Top 40)                     | 33             |
| Nova Zelândia Hot Singles (RMNZ)              | 19             |
| Países Baixos (Dutch Top 40)                  | 40             |
| Polónia (Polish Airplay Top 100)              | 33             |
| Reino Unido (UK Singles Chart)                | 57             |

## Histórico de lançamento
| Região | Data                | Formato                    | Versão              | Gravadora | Ref.         |
| ------ | ------------------- | -------------------------- | ------------------- | --------- | ------------ |
| Vários | 13 de março de 2020 | Download digital streaming | Original single     | [a]       | [ 8 ]        |
| Vários | 10 de abril de 2020 | Download digital streaming | Live from London    | [a]       | [ 8 ]        |
| Vários | 17 de abril de 2020 | Download digital streaming | MÖWE Remix          | [a]       | [ 8 ]        |
| Vários | 24 de abril de 2020 | Download digital streaming | aboutagirl Remix    | [a]       | [ 8 ]        |
| Vários | 24 de abril de 2020 | Download digital streaming | LARI LUKE Remix     | [a]       | [ 8 ]        |
| Vários | 24 de abril de 2020 | Download digital streaming | Sam Feldt Remix     | [a]       | [ 8 ]        |
| Vários | 1 de maio de 2020   | Download digital streaming | Bomba Estéreo Remix | [a]       | [ 8 ]        |
| Vários | 29 de maio de 2020  | Download digital streaming | The Remixes (EP)    | [a]       | [ 9 ] [ 10 ] |

- ↑[a] Ora é assinada com a Atlantic Records UK, que distribui sua música no Reino Unido, a Warner Records lida com lançamentos em outras partes do mundo[8] exceto em países asiáticos servais licenciados pela Sony Music Entertainment Asia.[22]